# Steven Hayes
Steven C. Hayes (né le 12 août 1948) est un psychologue clinicien américain et professeur à l'université du Nevada, au département de psychologie de Reno, où il est membre du corps professoral de leur programme de doctorat en analyse appliquée au comportement. 

## Biographie
Il est connu pour avoir développé la théorie des cadres relationnels, un modèle explicatif du système cognitif humain. Il est le cofondateur de la thérapie d'acceptation et d'engagement (ACT), une forme populaire de psychothérapie qui s'appuie sur des données probantes (EBM) qui utilise la pleine conscience, l'acceptation et la détermination des valeurs personnelles de chacun.  Il a également co-développé la thérapie basée sur les processus (PBT).
Hayes est l'auteur de 47 livres et 675 articles. Ses livres ont été publiés en 20 langues. Les données du site Research.com classent Hayes au 63e rang mondial des meilleurs scientifiques en psychologie et au 39e rang des meilleurs scientifiques en psychologie aux États-Unis. Il a été répertorié en 1992 par l'Institute for Scientific Information comme le 30e psychologue « à plus fort impact ». Selon le chroniqueur du Time, John Cloud, « Steven Hayes est au sommet de son domaine. Ancien président de l'Association pour les thérapies comportementales et cognitives, il a écrit ou coécrit plus de 300 articles à comité de lecture et 27 livres ».